# 메디케어그룹
메디케어그룹(Medicare Group Inc.)은 2016년 나도현 의장이 설립한 대한민국의 제약 바이오 기업 집단이다.

## 역사
서울대학교 약학대학에서 임상약학을 이수한 나도현 의장이 2016년 9월 메디케어그룹 주식회사를 설립했다.
나도현 의장은 본격적인 창업에 앞서 2016년 3월 창업 동아리를 만들고 각종 스타트업 대회에서 수상을 해내며 역량을 입증했다.
특히 2016년 6월 교육부 대표로 선정되어 진출한 '도전! K-스타트업 2016' 본선에서 보여준 유려한 프레젠테이션은 많은 기업에서 모범 사례로 회자되었다.
2016년 8월 기존의 의약품을 복합하여 약효를 높이고 복용 편의성을 개선한 '과민성 대장 증후군 및 기능성 소화 불량을 동반한 위염을 치료하는 삼중정 치료제' 특허를 출원했다.
이어서 기존의 화학 합성 의약품과 한의약 기반의 천연물 의약품을 복합하여 치료 효과를 크게 증진시킨 '건성 기침을 동반한 점액 분비 장애로 인한 호흡기 질환을 치료하는 양·한방 융복합 이중정 치료제' 특허를 출원했다.
2016년 9월 본격적인 복합 신약 개발 및 글로벌 헬스케어 솔루션 사업을 영위하기 위해 현재의 메디케어그룹을 창업했다.

## 연혁
- 2016년 3월 '오리엔티' 설립
- 2016년 4월 대학생 창업아이템 경진대회 우수상
- 2016년 5월 교육부 대학 창업유망팀 300 선발 Top 5
- 2016년 6월 도전! K-스타트업 2016 본선 진출 (교육부 대표 자격)[1]
- 2016년 7월 도전! K-스타트업 2016 본선 프레젠테이션 KBS1 TV 방영[2]
- 2016년 8월 '과민성 대장 증후군 및 기능성 소화 불량을 동반한 위염을 치료하는 삼중정 치료제' 특허 출원
- 2016년 8월 '건성 기침을 동반한 점액 분비 장애로 인한 호흡기 질환을 치료하는 양·한방 융복합 이중정 치료제' 특허 출원
- 2016년 9월 메디케어그룹 주식회사 설립 (의학 및 약학 연구개발업)
- 2016년 9월 Start Up Weekend 창업경진대회 대상
- 2016년 10월 산학협력 EXPO 참여
- 2016년 10월 대학생 창업아이템 옥션 투자유치상[3]
- 2016년 11월 '알레르기 증상을 동반한 비염을 치료하는 양·한방 융복합 이중정 치료제' 특허 출원
- 2016년 11월 '염증성 부종 및 발열·통증을 동반한 상기도 감염을 치료하는 양·한방 융복합 삼중정 치료제' 특허 출원
- 2016년 11월 '클로닉신 리시네이트 및 에스오메프라졸 마그네슘 이수화물을 포함하는 약제학적 복합제제' 특허 출원
- 2016년 11월 '천연물로 구성된 비만을 치료 및 예방하는 약학적 조성물' 특허 출원
- 2017년 2월 '위산과다 증상을 동반한 위염을 치료하는 양·한방 융복합 이중정 치료제' 특허 출원
- 2017년 2월 '애엽 추출물을 포함하는 특수 약침' 특허 출원
- 2017년 2월 '라니티딘염산염 및 트리메부틴말레산염을 포함하는 약제학적 복합제제' 특허 출원
- 2017년 2월 '천연물로 구성된 피부염을 치료 및 예방하는 약학적 조성물' 특허 출원
- 2017년 4월 메디케어제약 주식회사 설립 (의료용 물질 및 의약품 제조업)
- 2017년 5월 우석대학교 총장상 표창
- 2017년 7월 '제약장치' 디자인 출원
- 2017년 7월 미국 카우프만 재단 Fast Trac ® Tech Venture ™ Certificate
- 2017년 8월 '항비만 약학적 조성물 및 이의 제조방법' 특허 출원
- 2017년 9월 원광대학교 총장상 수상
- 2017년 9월 '인공지능 기반 약물치료 시스템 및 이를 이용한 약물치료 제공방법' 특허 출원
- 2017년 12월 '메디케어 365 클럽' 크라우드 펀딩 500% 초과 달성[4]
- 2018년 1월 메디케어 유한회사 설립 (의약품 및 의료용품 판매업)
- 2018년 3월 '항비만 약학적 조성물 및 이의 제조방법' 특허 등록
- 2018년 3월 '인공지능 기반 약물치료 시스템 및 이를 이용한 약물치료 제공방법' 특허 등록
- 2018년 3월 NICE D&B 우수기술기업 인증
- 2018년 5월 '제약장치' 디자인 등록
- 2018년 5월 '피페라진-퀴놀린 유도체, 이의 약학적으로 허용 가능한 염, 이의 제조방법 및 이를 유효성분으로 함유하는 중추 신경계 질환의 예방 또는 치료용 약학적 조성물' 특허 등록
- 2018년 5월 '혈류 내 순환시간 증가를 위한 단백질로 수식된 리포솜 및 이의 제조방법' 특허 등록
- 2018년 6월 기술보증기금 벤처기업확인
- 2018년 8월 메디케어그룹 건강증진센터 설립
- 2018년 8월 '대한약사법학회' 법인으로 보는 단체 승인
- 2018년 11월 '의약품 운송 전용 무인 항공기' 기술 임치
- 2018년 11월 '스코파론 추출 공정 개선 화학 반응 메커니즘' 기술 임치
- 2018년 11월 '혈관 질환 관리 약학적 조성물 제조 공정 기술' 기술 임치
- 2018년 11월 '인진호 및 진피 복합 추출물을 유효성분으로 함유하는 대사성 질환 예방 또는 치료용 조성물' 특허 출원
- 2018년 12월 한국기업데이터 기술역량 우수기업 인증
- 2018년 12월 '페녹시프로판올 유도체 및 이를 함유하는 약학적 조성물' 특허 등록
- 2018년 12월 '신규한 2-아미노퀴나졸린 유도체 및 이를 유효성분으로 포함하는 항암제' 특허 등록
- 2019년 1월 한국산업기술진흥협회 회원사 등록
- 2019년 1월 '메디케어클럽' 주거형 공유 오피스 설립
- 2019년 1월 한국무역협회 회원사 등록
- 2019년 1월 중앙대학교 총장상 수상
- 2019년 3월 '드론' 디자인 등록
- 2019년 6월 한국발명진흥회 회장상 수상
- 2019년 7월 ISO 9001 품질경영시스템 인증
- 2019년 7월 KC 전자파 적합성 인증
- 2019년 7월 '인진호 및 진피 복합 추출물을 유효성분으로 함유하는 대사성 질환 예방 또는 치료용 조성물' 특허 등록
- 2019년 7월 'MDPX 메디케어' 상표 등록
- 2019년 10월 'DRONE, PARACHUTE KIT FOR DRONES, AND METHOD OF CONTROLLING DRONES' 미국 특허 출원
- 2019년 10월 기술보증기금 프런티어 벤처기업 선정[5]
- 2019년 11월 'COMPOSITION FOR PREVENTING OR TREATING METABOLIC DISEASES CONTAINING ARTEMISIAE CAPILLARIS HERBA AND CITRUS UNSHIU PEEL COMPLEX EXTRACTS AS ACTIVE INGREDIENTS' 미국 특허 출원
- 2019년 12월 대한민국 기업대상 바이오대상 수상[6]
- 2020년 1월 메디케어제약(주) 임상약학연구소 개소 (서울 성북구 안암동)
- 2020년 4월 '남성형 탈모 진단용 바이오마커 조성물 및 이를 이용한 진단 방법' 특허 등록
- 2020년 4월 '스코파론을 유효성분으로 함유하는 암 예방 및 치료용 조성물' 특허 등록
- 2020년 4월 '이미다졸 또는 피리딘이 결합된 콜레스탄 유도체 또는 이의 약제학적으로 허용 가능한 염을 유효성분으로 포함하는 항생제 조성물' 특허 등록
- 2020년 5월 '페노피브레이트를 함유하는 패혈증 예방용 약학 조성물' 특허 등록
- 2020년 5월 한국발명진흥회 글로벌 IP 스타기업 지정[7]
- 2020년 6월 '운반 용기가 구비된 드론 및 이를 이용한 비행 방법' 특허 등록
- 2020년 7월 코로나19 변종 억제 신약후보물질(MDPX-V2021) 개발 성공[8]
- 2020년 8월 메디케어제약(주) 임상약학연구소 확장 이전 (서울 송파구 문정동)
- 2020년 9월 '덱스플로러 Dexplorer' 상표 등록
- 2020년 9월 '농협 홍삼 복합 처방 연구 개발' 기술 임치
- 2020년 10월 'SARS-CoV-2 증식 억제 조성물 및 이의 제조방법' 특허 출원
- 2020년 11월 '덱스플로러 Dexplorer' 미국 상표 출원
- 2020년 11월 'COMPOSITION FOR INHIBITING GROWTH OF SARS-CoV-2 AND METHOD OF PREPARING THE SAME' 미국 특허 출원
- 2020년 11월 'COMPOSITION FOR INHIBITING GROWTH OF SARS-CoV-2 AND METHOD OF PREPARING THE SAME' 유럽 특허 출원
- 2020년 12월 'medic.air' 상표 출원
- 2020년 12월 '갑상선 기능 저하증을 동반한 대사 증후군을 치료하는 약제학적 복합제제' 특허 출원
- 2020년 12월 '기능성 소화 불량을 동반한 위식도 역류 질환을 치료하는 약제학적 복합제제' 특허 출원
- 2020년 12월 '아세틸시스테인 및 자음강화를 포함하는 약제학적 복합제제' 특허 출원
- 2020년 12월 '알레르기성 결막염을 동반한 만성 비염을 치료하는 약제학적 복합제제' 특허 출원
- 2021년 7월 '피페라진-퀴놀린 유도체의 제조방법' 특허 등록
- 2021년 7월 '바이러스 증식 억제 조성물 및 이의 제조방법' 특허 출원
- 2021년 8월 '드론, 드론용 낙하산 키트 및 드론의 제어방법' 특허 등록
- 2021년 11월 '디지털 치매 위험 관리 시스템' 특허 출원
- 2021년 12월 '에스오메프라졸 및 레바미피드를 포함하는 약제학적 복합제제' 특허 출원
- 2021년 12월 '위 점막 병변을 동반한 류마티스 관절염을 치료하는 약제학적 복합제제' 특허 출원
- 2021년 12월 '파라세타몰 및 나프록센을 포함하는 약제학적 복합제제' 특허 출원
- 2021년 12월 '알츠하이머병을 동반한 혈관성 치매를 치료하는 약제학적 복합제제' 특허 출원

## 위치
- 메디케어제약 주식회사 : 전북특별자치도 완주군 삼례읍 삼례로 443

## 참조
1. ↑  “한약학과 오리엔티팀, 도전K-스타트업 본선 진출”. 홍보실. 2016년 6월 2일.
2. ↑  “한약재를 이용한 한방 다이어트 약차”. KBS1. 2016년 7월 4일.
3. ↑  “대학생 창업아이템 옥션 투자유치상 수상”. 홍보실. 2016년 10월 31일.
4. ↑  “365일 구독형 맞춤 먹거리. 메디케어 365”. 와디즈. 2017년 12월 25일.
5. ↑  “기술보증기금, 프런티어 벤처기업에 메디케어제약 선정”. 한국경제. 2019년 10월 24일.
6. ↑  “메디케어제약, 올해를 빛낸 기업 선정”. 머니투데이. 2019년 12월 27일.
7. ↑  “2020 글로벌 IP 스타기업 지정식”. 새전북신문. 2020년 5월 24일.[깨진 링크(과거 내용 찾기)]
8. ↑  “메디케어그룹, 코로나19 변종 억제 신약후보물질 개발 성공”. 네이버뉴스. 2020년 7월 14일.